# Francisco Manuel Vélez Jiménez
Fran Vélez (Tarragona, 2 de septiembre de 1991) es un futbolista español. Juega de defensa en el F. C. Cartagena de la Primera Federación.

## Trayectoria
Nacido en Tarragona, fichó en 2013 para la U. D. Almería "B" con un contrato de tres años.
En 2014 jugó los últimos cuatro partidos con el primer equipo, U. D. Almería, en la Primera División y marcando un gol decisivo ante el R. C. D. Espanyol.
En junio de 2014 pasó a tener contrato profesional y subió al primer equipo de la U. D. Almería. El 18 de junio de 2017 rescindió su contrato con la U. D. Almería que le vinculaba por las tres próximas temporadas.
Entonces se marchó a Polonia para jugar en el Wisła Cracovia, donde estuvo un año antes de rescindir su contrato en julio de 2018. A la semana siguiente firmó por dos temporadas con el Aris Salónica F. C. Pasado ese tiempo recaló en el P. A. E. Panathinaikos, equipo con el que ganó la Copa de Grecia en mayo de 2022. Dos meses después se fue a Arabia Saudita para jugar en el Al-Fateh S. C.
En septiembre de 2023 regresó a Grecia y al Aris Salónica después comprometerse por dos años. Llegado ese momento, el 17 de julio de 2025, volvió a España y firmó por el F. C. Cartagena.

## Clubes
| Club                   | País           | Año       |
| ---------------------- | -------------- | --------- |
| C. F. Pobla de Mafumet | España         | 2010-2011 |
| Gimnàstic de Tarragona | España         | 2011-2013 |
| → U. D. Logroñés       | España         | 2011-2012 |
| U. D. Almería "B"      | España         | 2013-2014 |
| U. D. Almería          | España         | 2014-2017 |
| Wisła Cracovia         | Polonia        | 2017-2018 |
| Aris Salónica F. C.    | Grecia         | 2018-2020 |
| P. A. E. Panathinaikos | Grecia         | 2020-2022 |
| Al-Fateh S. C.         | Arabia Saudita | 2022-2023 |
| Aris Salónica F. C.    | Grecia         | 2023-2025 |
| F. C. Cartagena        | España         | 2025-     |

## Palmarés

### Títulos nacionales
| Título         | Club                   | País   | Año  |
| -------------- | ---------------------- | ------ | ---- |
| Copa de Grecia | P. A. E. Panathinaikos | Grecia | 2022 |